# Vernix
Cet article concerne la commune de Vernix. Pour Vernix caseosa (substance cireuse), voir Vernix caseosa.
Vernix est une commune française, située dans le département de la Manche en région Normandie, peuplée de 155 habitants.

## Géographie

### Hydrographie
La commune est située dans le bassin Seine-Normandie. Elle est drainée par la Sée, le Bieu, le fossé 01 de la Forte Goupil, le fossé 01 de l'Aunay-Baron et divers autres petits cours d'eau,.
La Sée, d'une longueur de 79 km, prend sa source dans la commune de Sourdeval et se jette  dans le golfe de Saint-Malo en limite du Val-Saint-Père et de Vains, après avoir traversé 20 communes. 

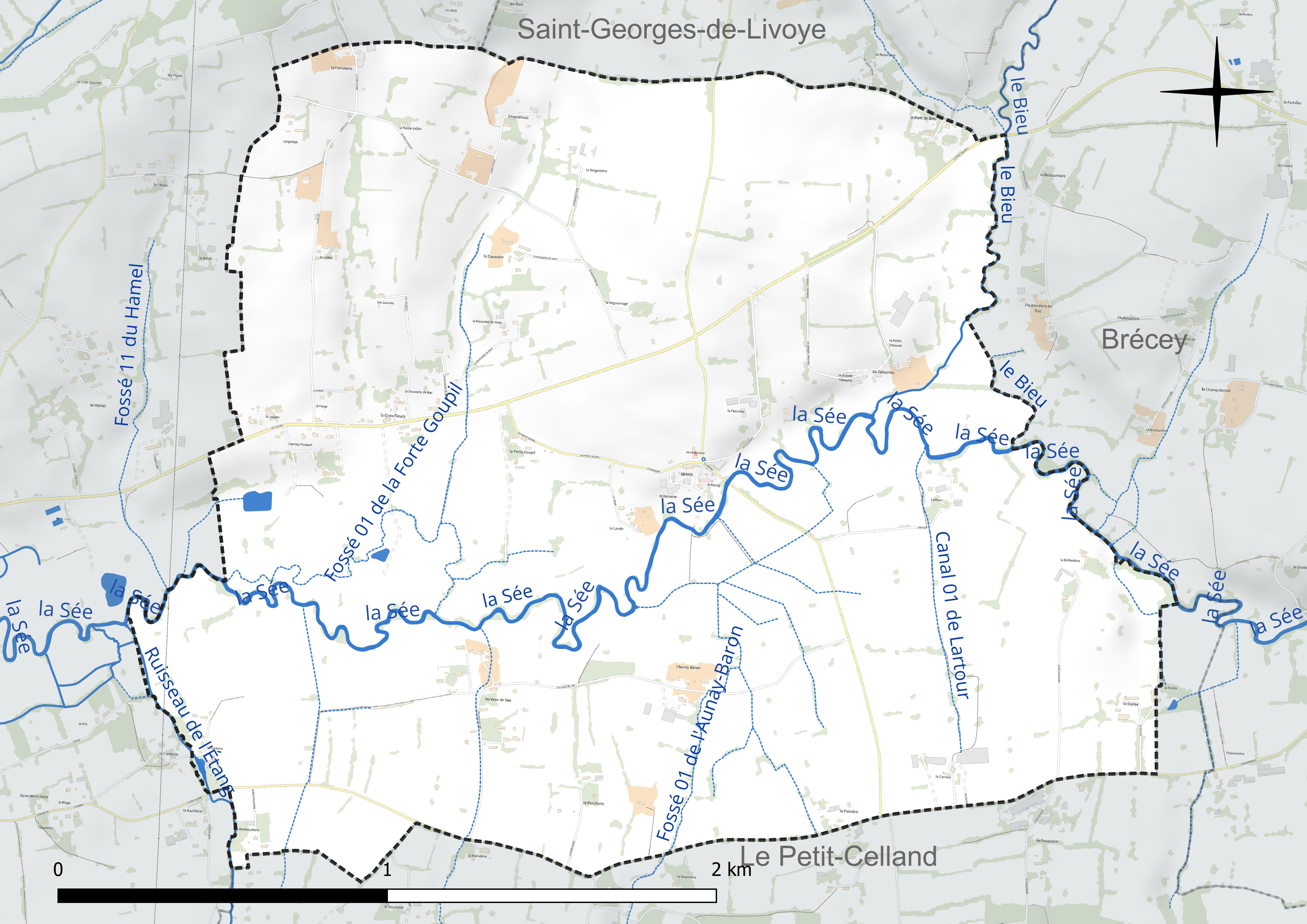
Réseau hydrographique de Vernix.

Le Bieu, d'une longueur de 15 km, prend sa source dans la commune de La Chapelle-Cécelin et se jette  dans la Sée sur la commune, après avoir traversé dix communes. 

### Climat
Pour des articles plus généraux, voir Climat de la Normandie et Climat de la Manche.
En 2010, le climat de la commune est de type climat océanique franc, selon une étude du CNRS s'appuyant sur une série de données couvrant la période 1971-2000. En 2020, Météo-France publie une typologie des climats de la France métropolitaine dans laquelle la commune est exposée à un climat océanique et est dans une zone de transition entre les régions climatiques « Normandie (Cotentin, Orne) » et « Bretagne orientale et méridionale, Pays nantais, Vendée ». Parallèlement le GIEC normand, un groupe régional d’experts sur le climat, différencie quant à lui, dans une étude de 2020, trois grands types de climats pour la région Normandie, nuancés à une échelle plus fine par les facteurs géographiques locaux. La commune est, selon ce zonage, exposée à un « climat contrasté des collines », correspondant au Bocage normand, bien arrosé, voire très arrosé sur les reliefs les plus exposés au flux d’ouest, et frais en raison de l’altitude.
Pour la période 1971-2000, la température annuelle moyenne est de 10,9 °C, avec une amplitude thermique annuelle de 11,4 °C. Le cumul annuel moyen de précipitations est de 976 mm, avec 13,9 jours de précipitations en janvier et 8,9 jours en juillet. Pour la période 1991-2020, la température moyenne annuelle observée sur la station météorologique la plus proche, située sur la commune de Saint-Hilaire-du-Harcouët à 18 km à vol d'oiseau, est de 11,5 °C et le cumul annuel moyen de précipitations est de 929,5 mm,. Pour l'avenir, les paramètres climatiques de la commune estimés pour 2050 selon différents scénarios d’émission de gaz à effet de serre sont consultables sur un site dédié publié par Météo-France en novembre 2022.

## Urbanisme

### Typologie
Au 1er janvier 2024, Vernix est catégorisée commune rurale à habitat très dispersé, selon la nouvelle grille communale de densité à sept niveaux définie par l'Insee en 2022.
Elle est située hors unité urbaine. Par ailleurs la commune fait partie de l'aire d'attraction d'Avranches, dont elle est une commune de la couronne,. Cette aire, qui regroupe 32 communes, est catégorisée dans les aires de moins de 50 000 habitants,.

### Occupation des sols
L'occupation des sols de la commune, telle qu'elle ressort de la base de données européenne d’occupation biophysique des sols Corine Land Cover (CLC), est marquée par l'importance des territoires agricoles (100 % en 2018), une proportion identique à celle de 1990 (100 %). La répartition détaillée en 2018 est la suivante : prairies (59,3 %), zones agricoles hétérogènes (21,9 %), terres arables (18,9 %). L'évolution de l’occupation des sols de la commune et de ses infrastructures peut être observée sur les différentes représentations cartographiques du territoire : la carte de Cassini (XVIIIe siècle), la carte d'état-major (1820-1866) et les cartes ou photos aériennes de l'IGN pour la période actuelle (1950 à aujourd'hui).

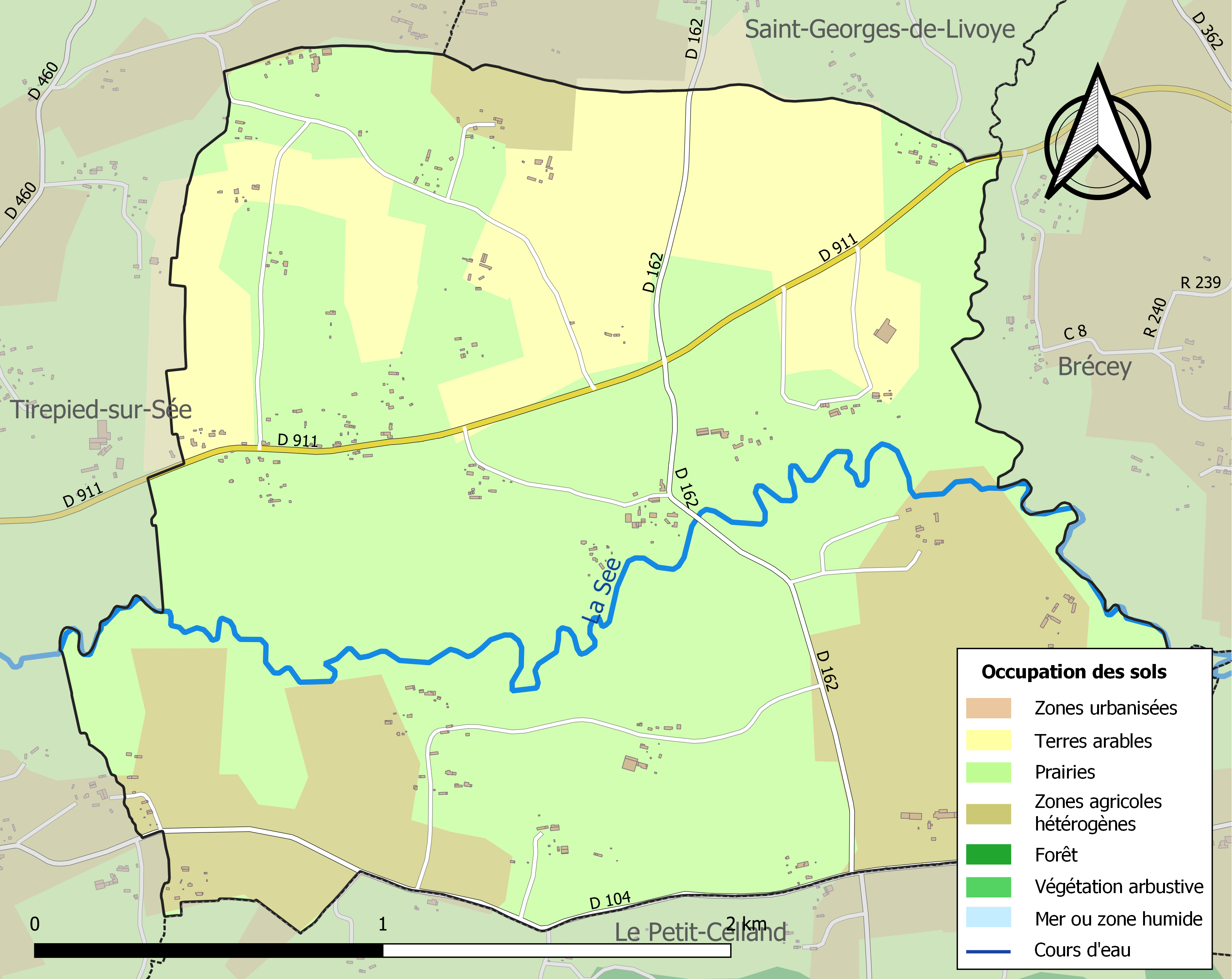
Carte des infrastructures et de l'occupation des sols de la commune en 2018 (CLC).

## Toponymie
Le nom de la localité est attesté sous la forme Verniz au XIIIe siècle.
Ce toponyme pourrait être un dérivé formé à partir du radical prélatin vern qui évoquait l'aulne. En Normandie, les toponymes faisant référence à l'aulne sont, comme ici, plus souvent issus du gaulois (verno) que du latin (alna). De la forme gauloise sont issus Ver-sur-Mer, Ver, Verneuil, Verneusses, Vernon et Vernix, auxquels on peut ajouter le dernier terme de Saint-Paul-du-Vernay. D'où : le « lieu où il y a des aulnes ».

## Histoire
Vernix, lors de l'année 56 av. J.-C., aurait été un lieu de bataille entre le légat romain Quintus Titurius Sabinus et les Unelles de Viridovix coalisés aux Lexoviens et aux Aulerques Éburovices.
Vernix a accueilli un hôpital militaire entre la rivière le Bieu et le lieu-dit la Fleurière. Installé le 2 août 1944 par l'armée américaine, le 91st Evac Hospital a été opérationnel jusqu'au 28 août 1944, pratiquant près de 4 000 opérations chirurgicales et constituant le plus grand hôpital militaire de la bataille de Normandie. Deux stèles commémorent cet épisode de l'histoire communale.

## Politique et administration

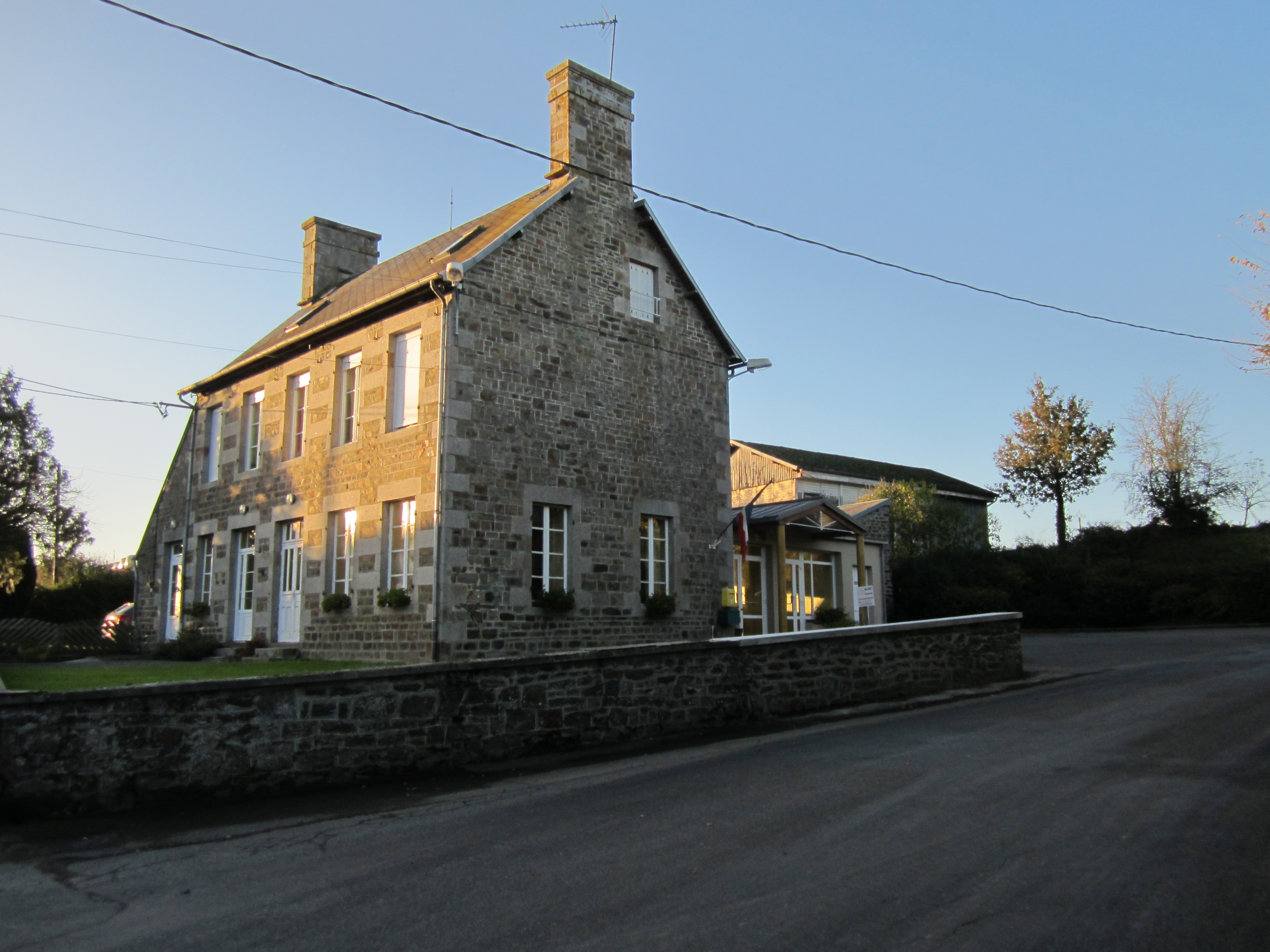
Mairie.

| Période                                  | Période    | Identité             | Étiquette | Qualité                |
| ---------------------------------------- | ---------- | -------------------- | --------- | ---------------------- |
| 1941                                     | 1971       | François Bréhier     |           | Agriculteur            |
| 1971                                     | 1983       | François Letondu     |           |                        |
| 1983                                     | mars 2001  | Louis Couétil        |           |                        |
| mars 2001                                | mars 2008  | Marie-Josèphe Debieu | SE        |                        |
| mars 2008                                | avril 2014 | Yves Féron           | SE        | Agriculteur            |
| avril 2014                               | mai 2020   | Géraldine Leroy      |           | Éducatrice spécialisée |
| mai 2020                                 | En cours   | Gilles Chevaillier   | SE        | Enseignant             |
| Les données manquantes sont à compléter. |            |                      |           |                        |

## Démographie
L'évolution du nombre d'habitants est connue à travers les recensements de la population effectués dans la commune depuis 1793. Pour les communes de moins de 10 000 habitants, une enquête de recensement portant sur toute la population est réalisée tous les cinq ans, les populations de référence des années intermédiaires étant quant à elles estimées par interpolation ou extrapolation. Pour la commune, le premier recensement exhaustif entrant dans le cadre du nouveau dispositif a été réalisé en 2008.
En 2022, la commune comptait 155 habitants, en évolution de −3,12 % par rapport à 2016 (Manche : −0,31 %, France hors Mayotte : +2,11 %).
| 1793 | 1800 | 1806 | 1821 | 1831 | 1836 | 1841 | 1846 | 1851 |
| ---- | ---- | ---- | ---- | ---- | ---- | ---- | ---- | ---- |
| 396  | 370  | 404  | 370  | 391  | 407  | 415  | 421  | 400  |

| 1856 | 1861 | 1866 | 1872 | 1876 | 1881 | 1886 | 1891 | 1896 |
| ---- | ---- | ---- | ---- | ---- | ---- | ---- | ---- | ---- |
| 383  | 371  | 367  | 342  | 362  | 364  | 332  | 346  | 338  |

| 1901 | 1906 | 1911 | 1921 | 1926 | 1931 | 1936 | 1946 | 1954 |
| ---- | ---- | ---- | ---- | ---- | ---- | ---- | ---- | ---- |
| 307  | 319  | 304  | 242  | 236  | 226  | 226  | 238  | 236  |

| 1962 | 1968 | 1975 | 1982 | 1990 | 1999 | 2006 | 2008 | 2013 |
| ---- | ---- | ---- | ---- | ---- | ---- | ---- | ---- | ---- |
| 214  | 199  | 190  | 154  | 143  | 135  | 162  | 170  | 165  |

| 2018 | 2022 | - | - | - | - | - | - | - |
| ---- | ---- | - | - | - | - | - | - | - |
| 155  | 155  | - | - | - | - | - | - | - |

## Lieux et monuments
L'église Saint-Louis date des XIe, XIIe – XVIIe siècles. L'édifice d'origine romane a conservé son portail qui date probablement de la fin du XIIe et un portail latéral de la même époque. La base de la tour peut être datée du XIIIe ou XIVe siècle, avec sa voûte à nervures arrondies qui retombe sur des colonnettes brisées jusqu'aux chapiteaux. Quant au haut de la tour, les ouïes en croisées indique le XVIe ou le début du XVIIe siècle. L'autel est dit « privilégié ». Le retable du maître-autel encadre une copie de la Cène de Poussin. Dans la nef sont conservées des pierres tombales des XVIe et XVIIe siècles, ainsi que la sépulture d'un de Gouvets, seigneur local. L'édifice abrite également un calice et sa patène classés au titre objet aux monuments historiques,.
Parmi le petit patrimoine, on notera une croix de cimetière datée de 1625, et une croix de chemin du XVIIIe siècle.

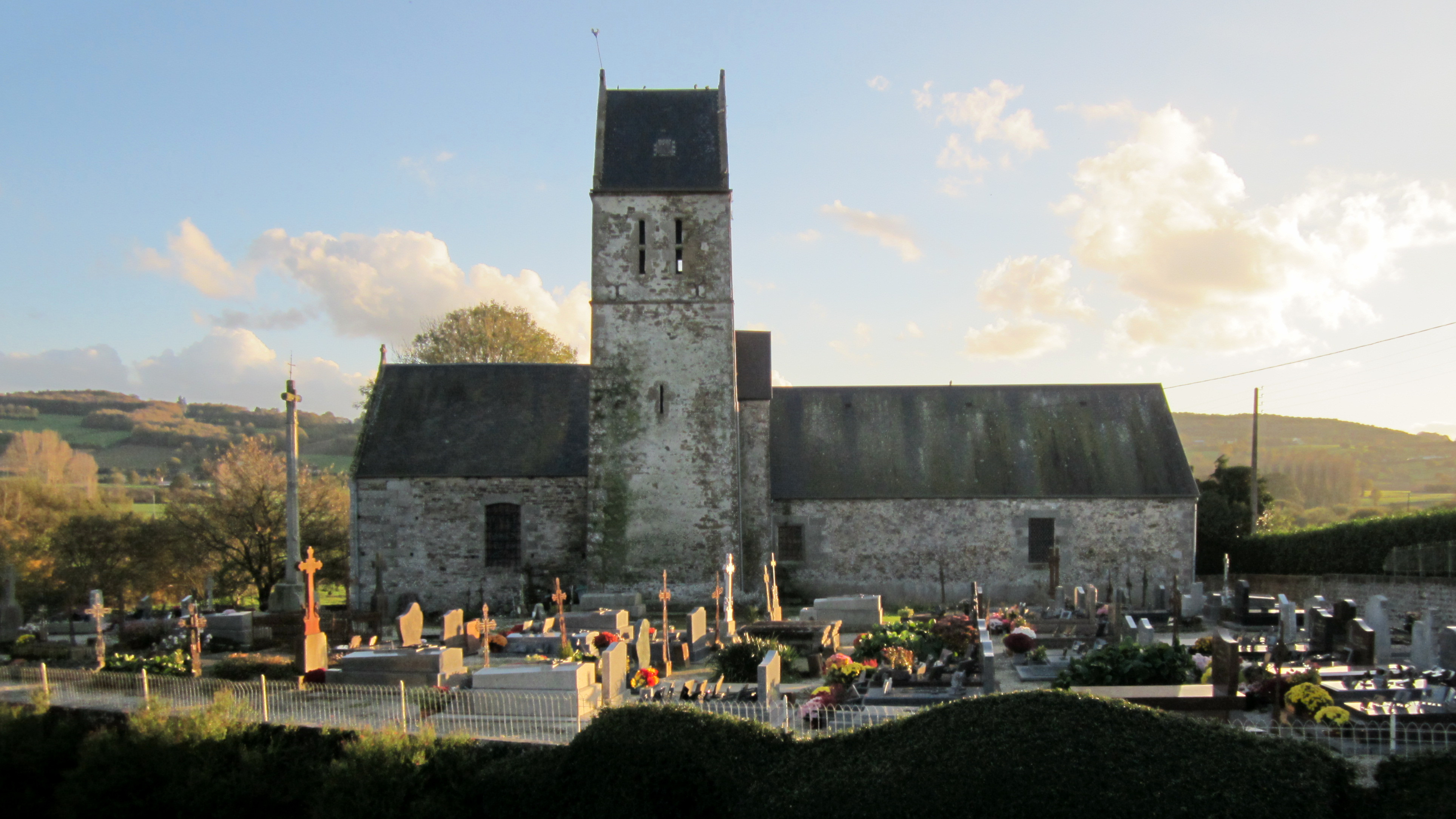
L'église Saint-Louis.
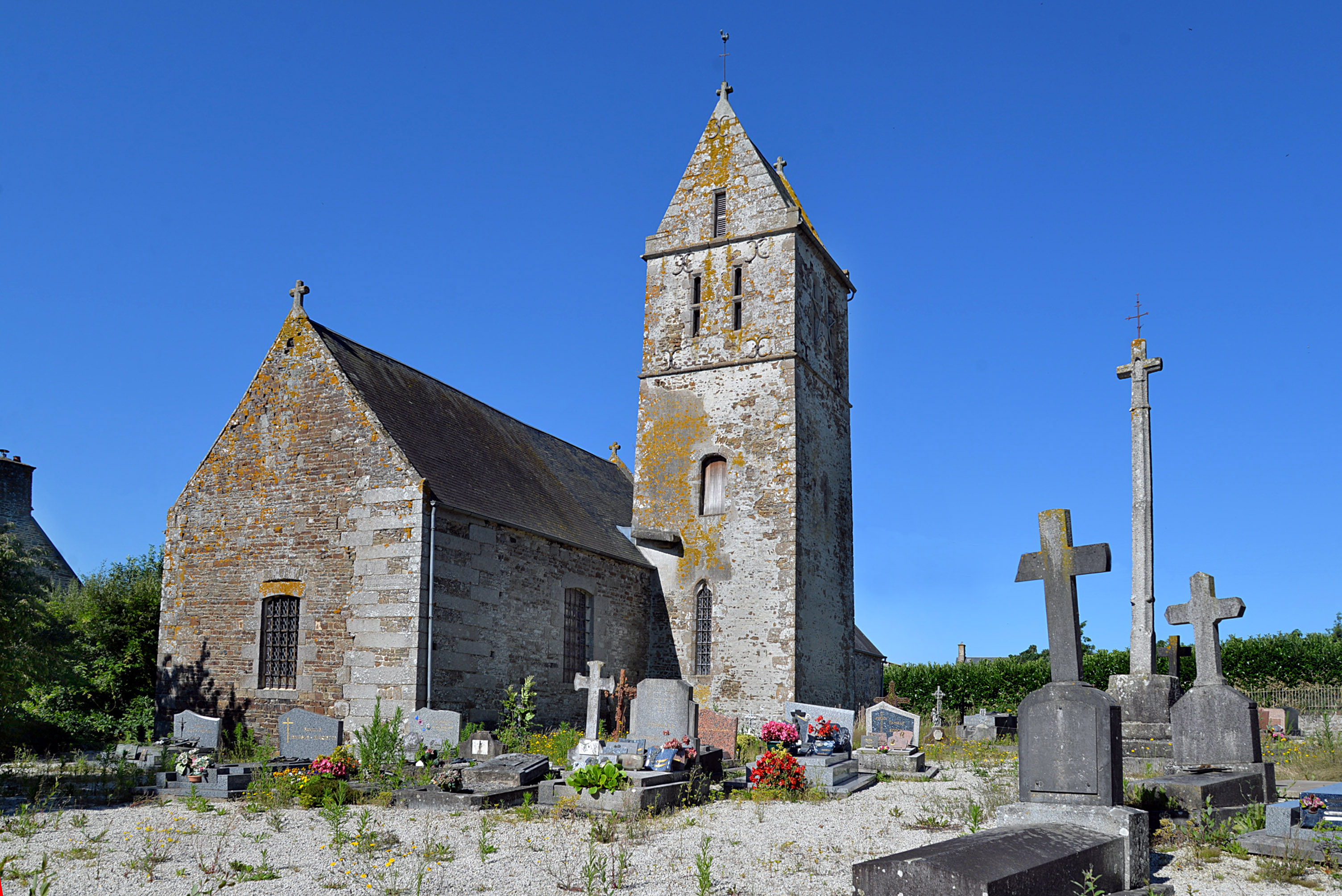
L'église Saint-Louis et la croix de cimetière.
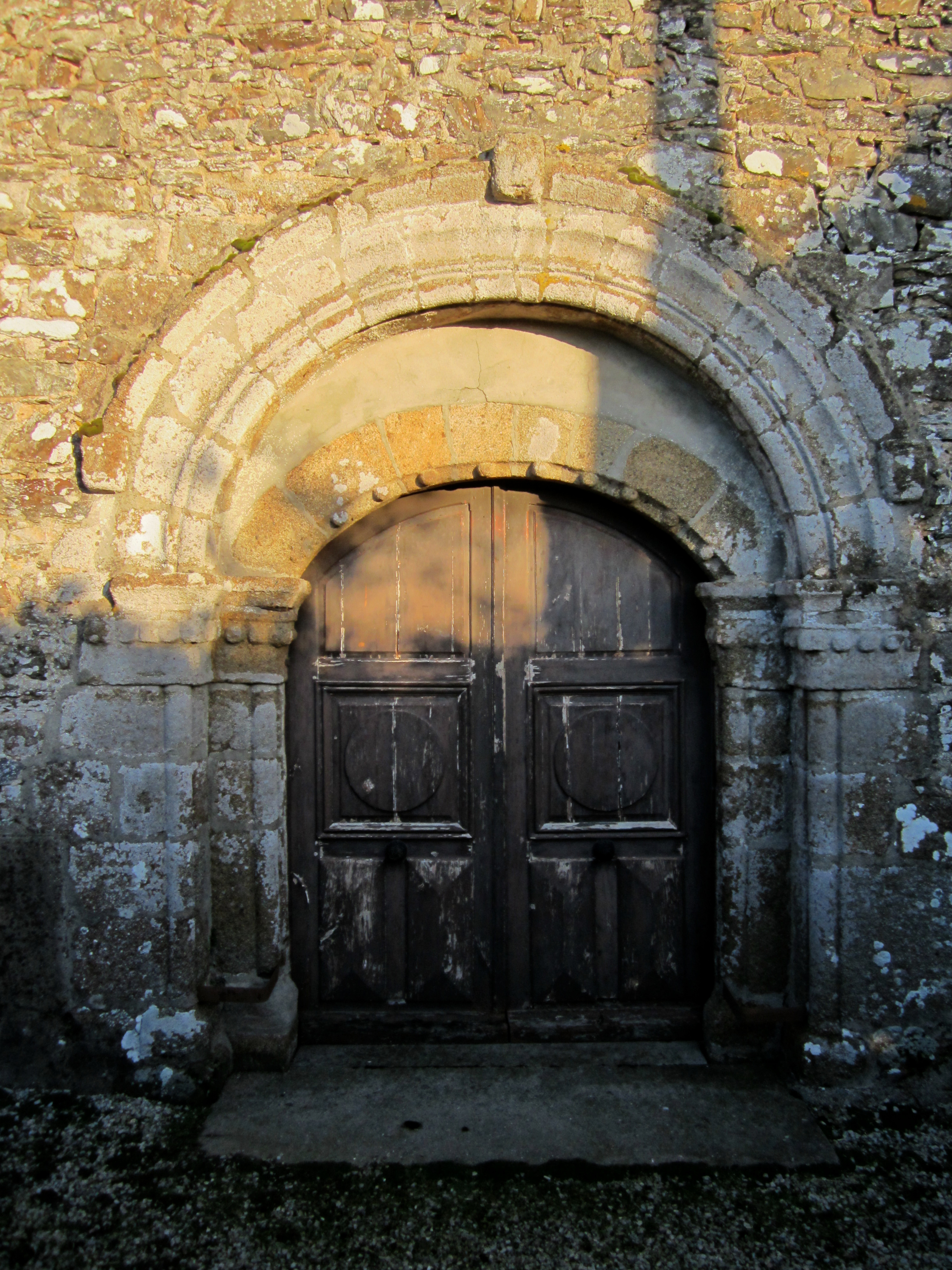
Portail roman.
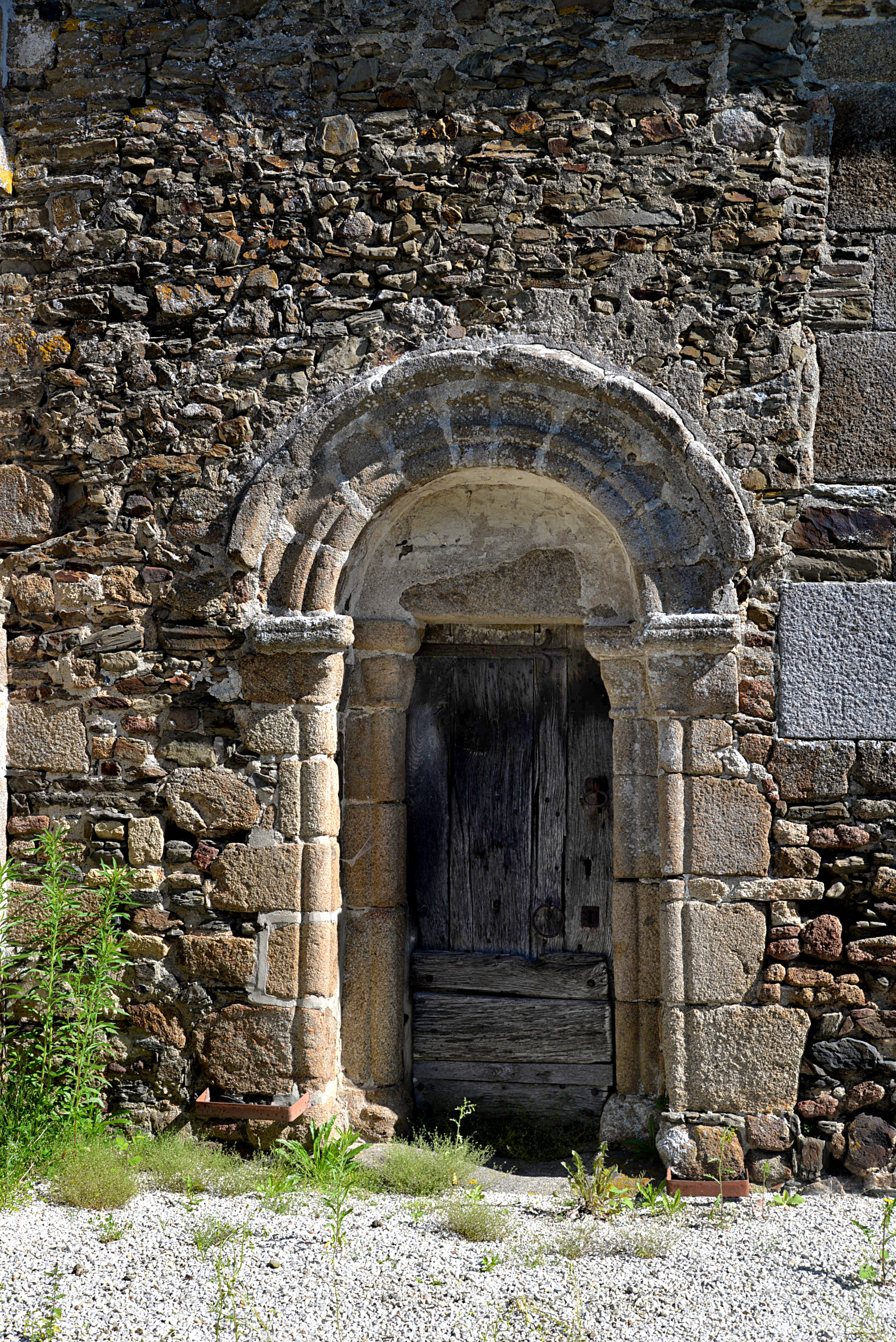
Portail latéral sud.
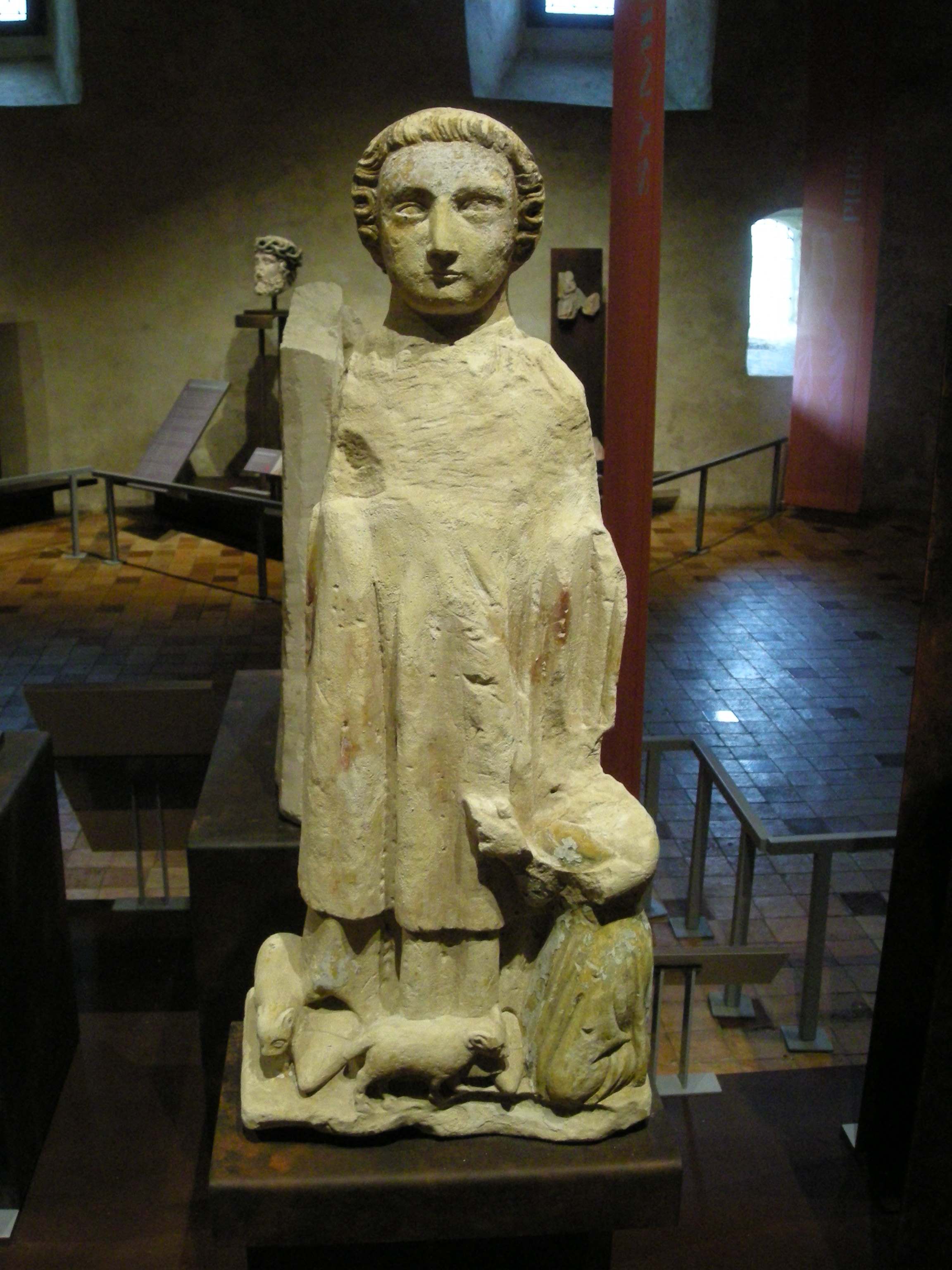
Statue de saint Mathurin.
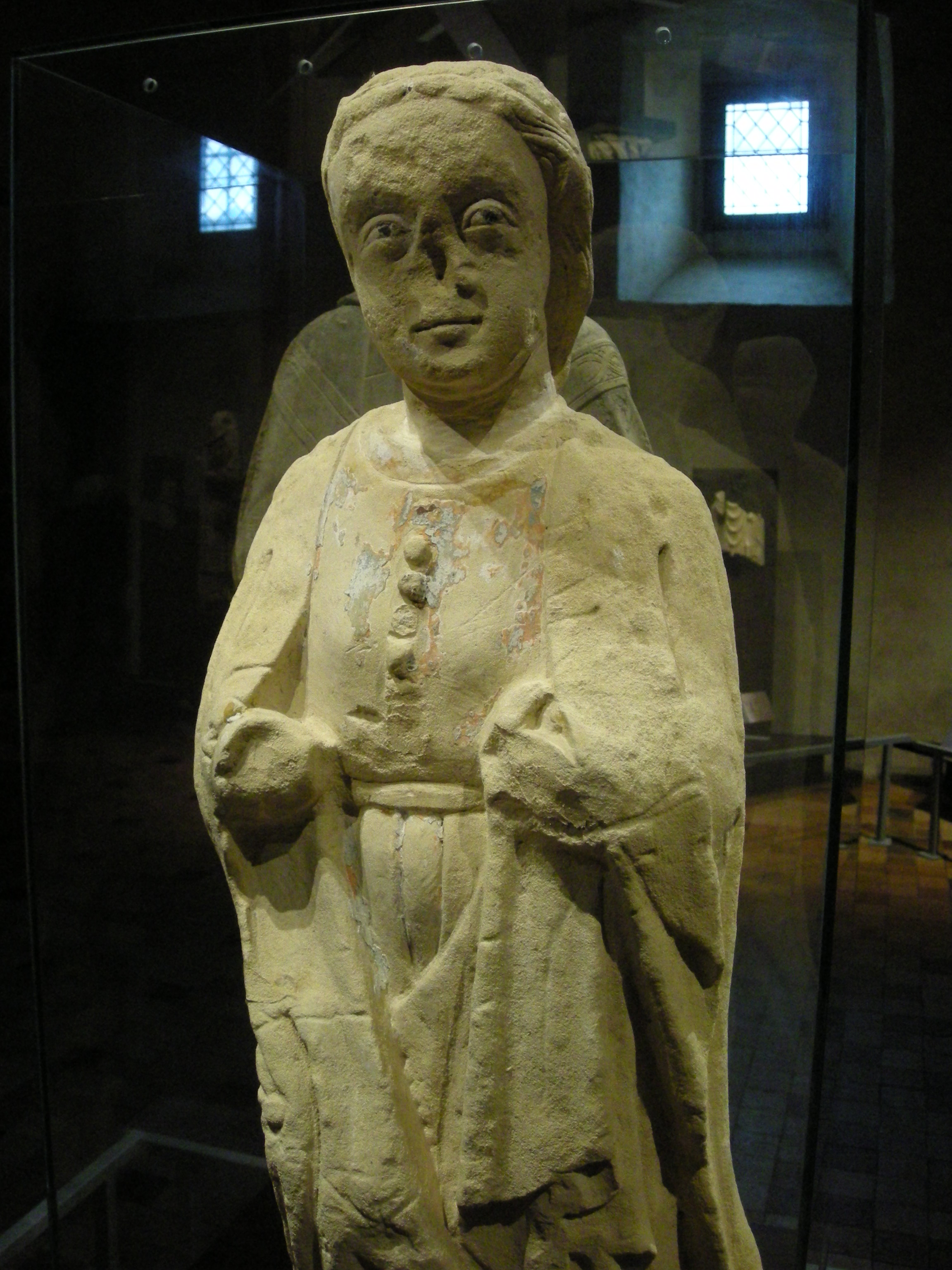
Statue de sainte Marguerite.